# الجامعة النرويجية للعلوم والتكنولوجيا
الجامعة النرويجية للعلوم والتكنولوجيا (بالإنجليزية: Norwegian University of Science and Technology)‏ تُعرف اختصاراً (NTNU) هي جامعة عامة في مدينة تروندهايم في النرويج تأسست عام 1996. وهي أكبر جامعة في النرويج، وكما يُوحي اسمُها فهي مُهتمة في مجال الدراسات العليا للهندسة والعلوم والتكنولوجيا وتقدم الجامعة درجات علمية متقدمة في التخصصات الأكاديمية الأخرى مثل العلوم الاجتماعية والفنون والطب والهندسة المعمارية والفنون الجميلة.

## التاريخ
تأسست الجامعة النرويجية للعلوم والتكنولوجيا سنة 1996 بإتحاد المعهد النرويجي للتكنولوجيا (NTH) والكلية النرويجية للعلوم العامة (AVH) ومتحف التاريخ الطبيعي وعلم الآثار (VM) وكلية الطب (DMF) وأكاديمية تروندهايم للفنون الجميلة وتروندهايم للموسيقى (MiT). ومع ذلك تعود جذور الجامعة إلى سنة 1760 مع تأسيس جمعية تروندهايم التي أصبحت تسمى الجمعية النرويجية الملكية للعلوم والآداب.

## أكاديمياً
تتكون الجامعة من 7 كليات تتكون من 52 قسم، يَدرس فيها ما يقارب 22,000 طالب وطالبة، وتُشكل الهيئة التدريسية والإدارية 5,100. ولدى الجامعة أكثر من 100 مختبر تعمل في أكثر من 2,000 مشروع بحثي. كما يُمكن للطلاب والموظفين الاستفادة من 300 إتفاقية بحث وبرامج تبادل في 58 مؤسسة في جميع أنحاء العالم.
إحتَلت الجامعة النرويجية للعلوم والتكنولوجيا المرتبة رقم.16 في أوروبا ورقم. 85 في العالم سنة 2012 حسب تقييم ويبوميتركس العالمي للجامعات، وهو أعلى تصنيف من أي جامعة نرويجية.

## أشهر خريجي الجامعة

### جائزة نوبل
- 1968 لارس أونساغر، الكيمياء
- 1973 إيفار جيفيير، الفيزياء
- 2014 إدوارد موزر، الطب
- 2014 ماي بريت موزر، الطب

## وصلات خارجية
- www.ntnu.edu